# El mar de las almas
El mar de las almas è il quarto album del gruppo hardcore punk e metal Carajo, che venne lanciato il 23 Settembre 2010. La presentazione ufficiale del disco ebbe luogo con quatto concerti nel Teatro de Flores a Novembre a cui seguì un tour nel resto del paese, con tappe a San Luis, Rio Cuarto, Córdoba, Paraná e Rosario.

## Il disco
Il primo singolo estratto dal disco fu la canzone Ácido, il secondo singolo fu Luna Herida. In questo disco combinarono tutto ciò che avevano sperimentato nei loro 3 precedenti lavori, passando per una moltitudine di generi che vanno dal groove metal (“Ácido”, “Virus Anti-Amor”), il metal alternativo (“Luna Herida”, “Humildad”).

## Tracce
1. Intro – 1:09
2. Ácido – 3:43
3. Luna Herida – 4:28
4. Una Nueva Batalla – 4:23
5. Fantasmas – 6:27
6. Libres – 3:31
7. Pruebas – 3:37
8. Limbo – 4:11
9. Frágil – 4:04
10. Virus Anti-Amor – 3:50
11. Humildad – 3:58
12. El mar de las Almas – 4:41